# 焼き芋

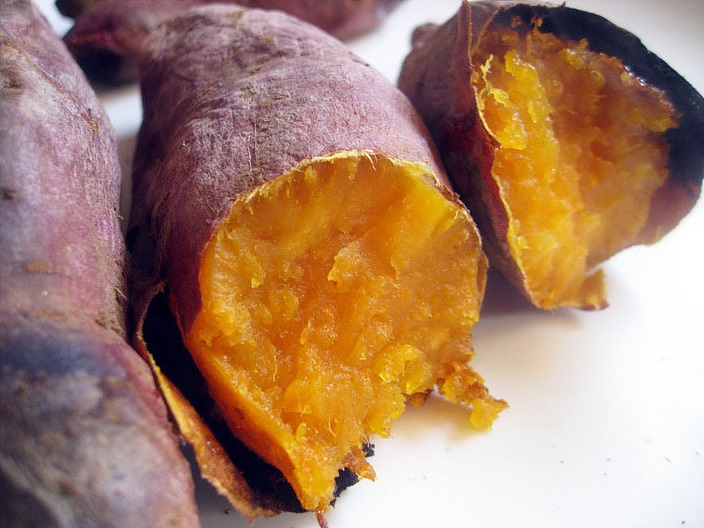
焼き芋

焼き芋（やきいも）は、加熱したサツマイモ。東アジア特有の食文化とされ、石焼き芋や壺焼き、かまど焼きなどがある。

## 各国の焼き芋
日本では2015年に生産されたサツマイモ81万4,200トンのうち、およそ6万トンが焼き芋として消費されたとされる。なお、焼き芋は冬の季語となっている。
中国では焼き芋は烤白薯と呼ばれ、北京553や蘇薯1号という焼き芋専用の品種もある。上海市には250軒の焼き芋屋があり、北京市や重慶市、ハルビン市などでも冬季にはドラム缶や大壺をリヤカー等に載せて練炭や木炭で蒸し焼きにする焼き芋屋が営業している。大韓民国では1954年に誕生した焼き芋屋が横向きのドラム缶を窯として街頭で営業しているほか、家庭用の直火鍋があり、コンビニエンスストアでも販売されている。台湾のファミリーマートでは2010年に焼き芋が発売され、カウンター販売で年間800万本が売れている。

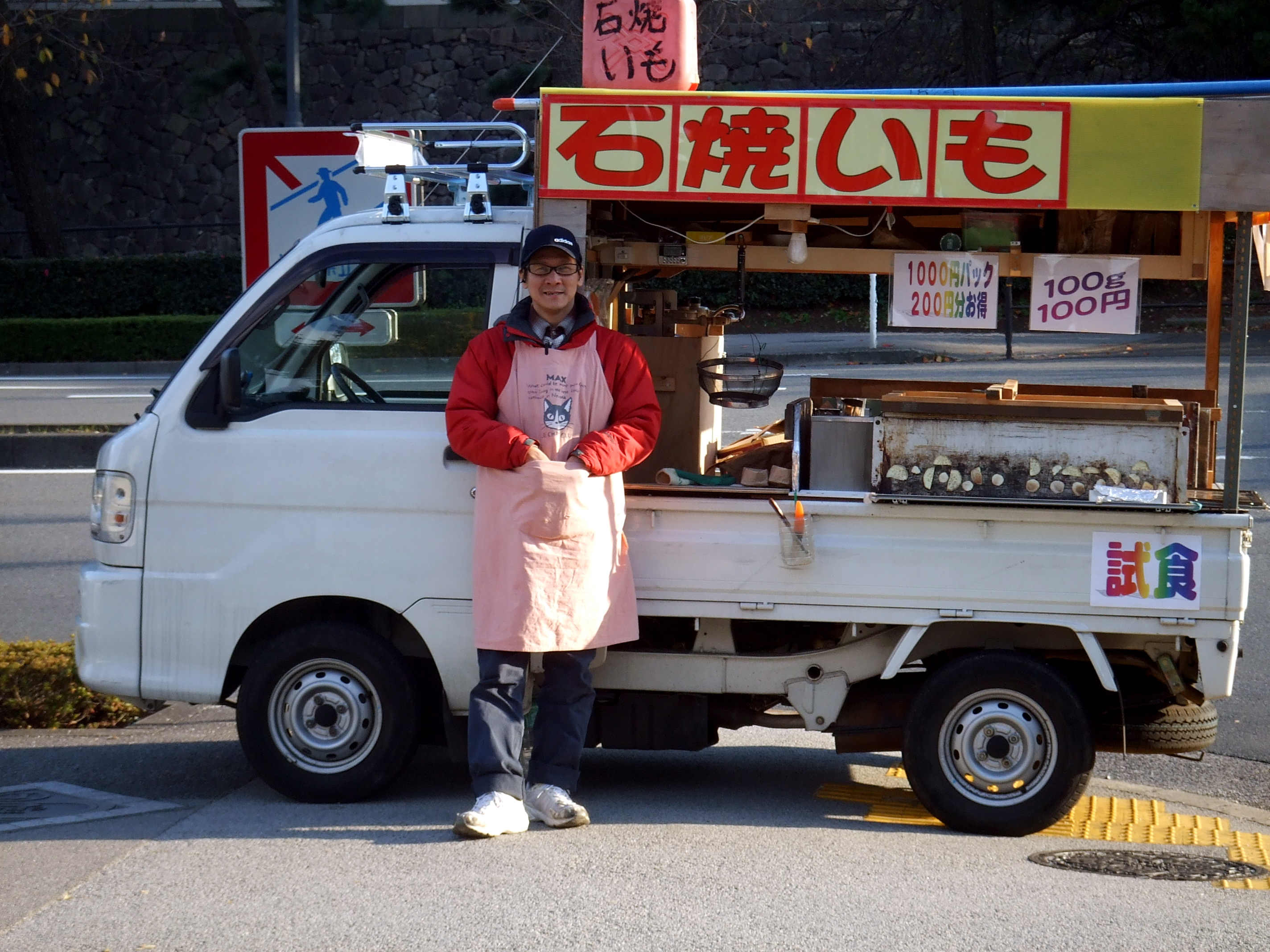
東京の焼き芋
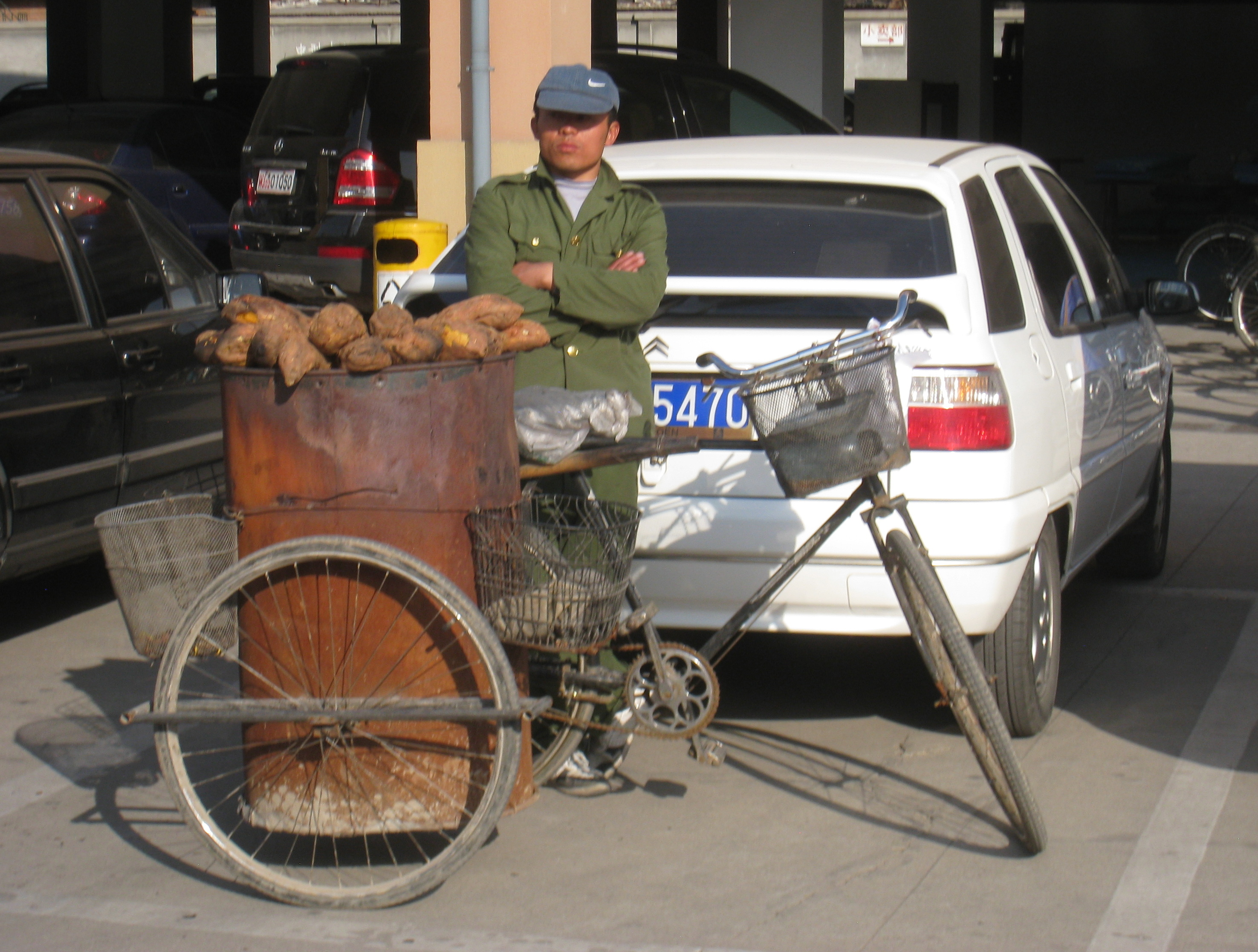
北京の焼き芋
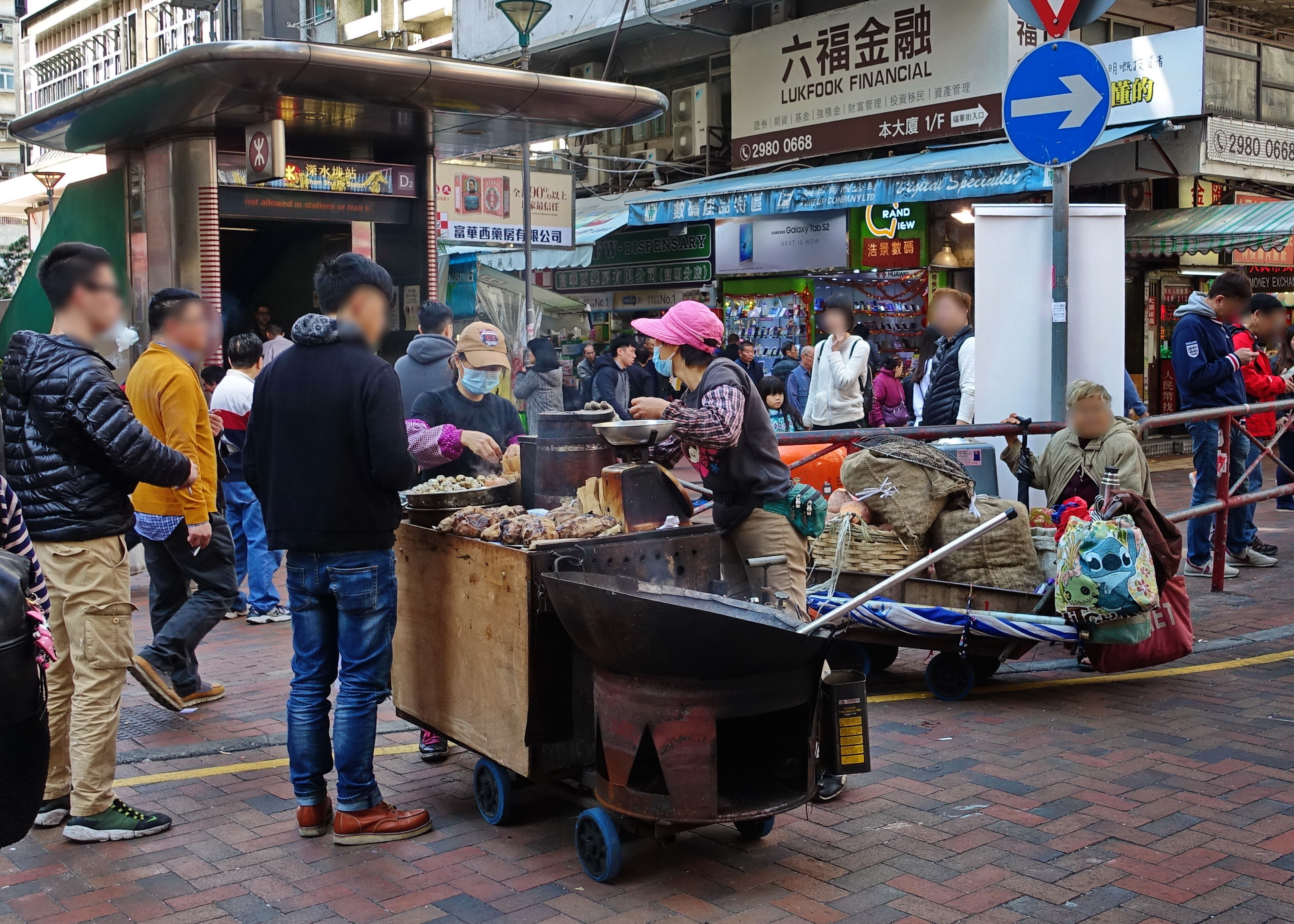
香港の焼き芋
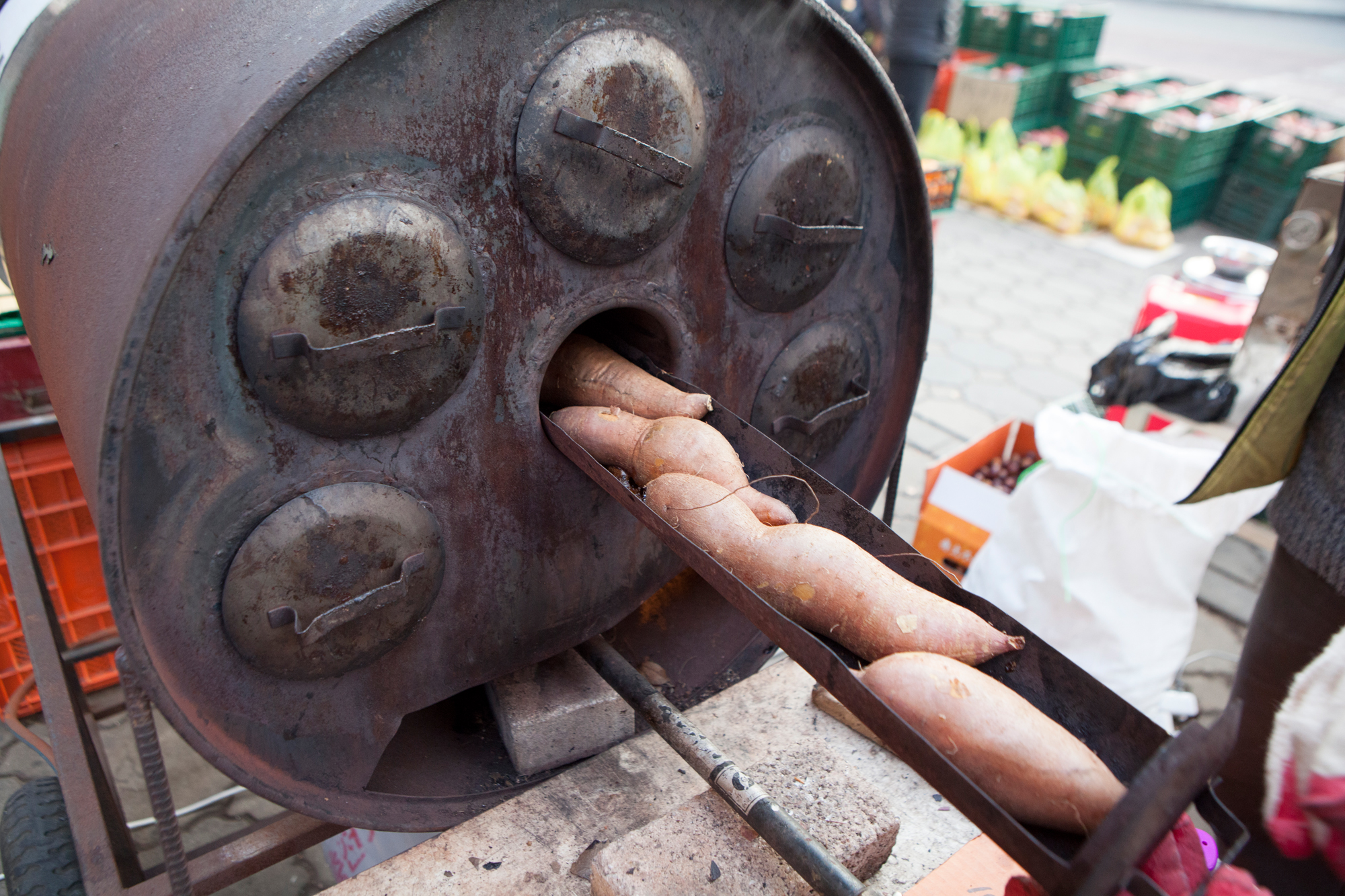
韓国の焼き芋
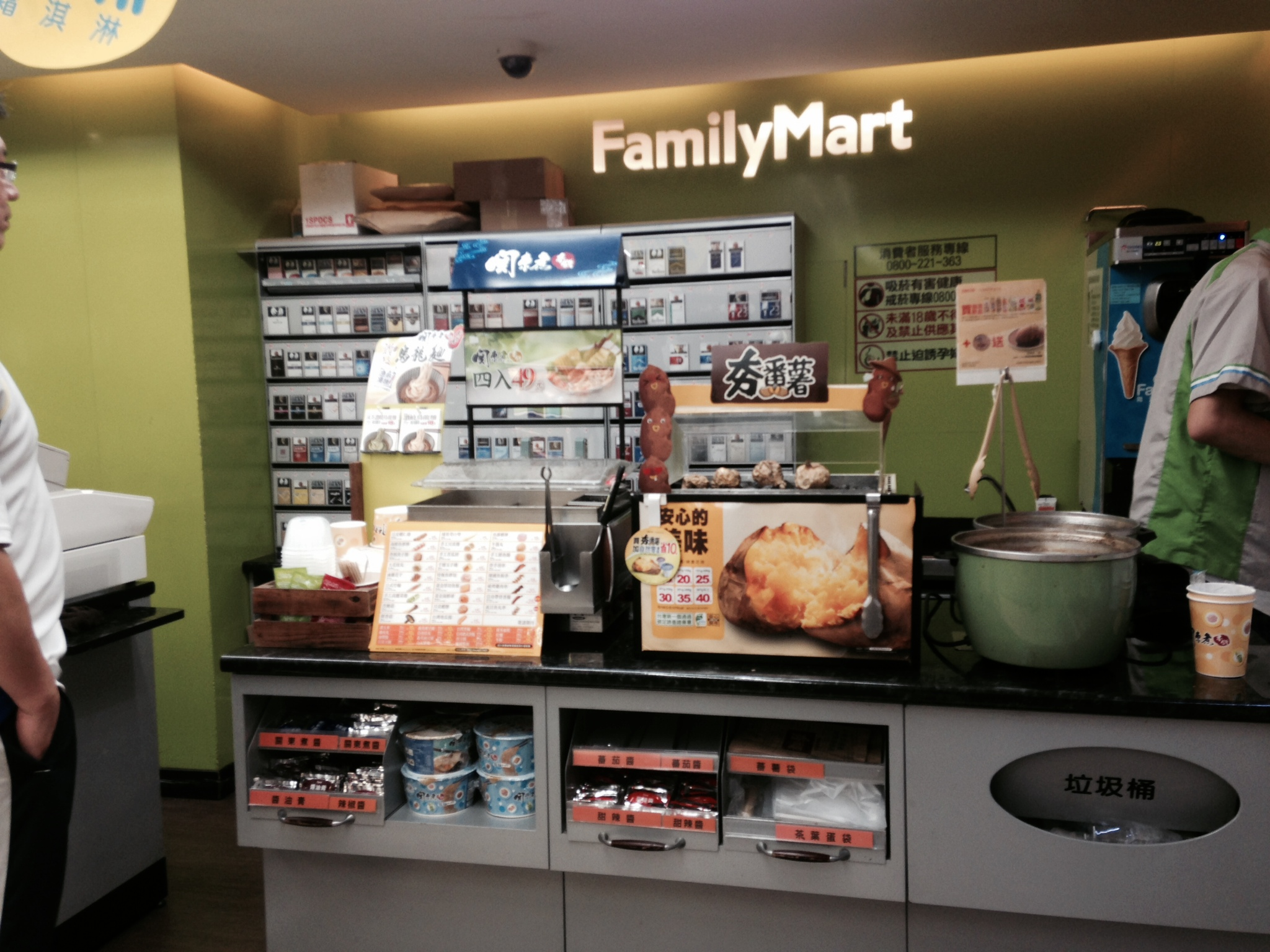
台湾のファミリーマートの焼き芋

## 食味
生のサツマイモは硬くて甘味がなく、消化もしにくい。これを充分に加熱することによって、適度な軟らかさと良好な食感、甘味、香りなどが得られる。

### 甘味
焼き芋の甘味は、サツマイモ中のデンプンがβ-アミラーゼの作用により分解（糖化）された麦芽糖に主に由来する。β-アミラーゼは70℃を超えると変性してしまうが、一方で生のデンプンには作用できず糊化して粒が崩れた状態のデンプンのみを分解する。多くのサツマイモではデンプンの糊化が約70℃で起きるため、その付近の狭い温度領域のみでβ-アミラーゼが失活せずに麦芽糖を生成できる。このため、70℃付近の温度で長時間加熱できる石焼き芋などでは甘味がよく引き出されるが、急速に昇温する電子レンジでは甘味が十分に生まれない。また、60℃ぐらいでも糊化するクイックスタートなどの品種も開発されている。
加熱後の焼き芋には15.4%の麦芽糖が含まれ、蒸し芋の12.6%より含有量が高い。また、焼き芋は加熱時に15～30%水分が減少するため、より強く甘さを感じる。甘味の点からはデンプン含有量は高い方が良いが、多すぎるとパサパサの食感になってしまうため、20～25%程度のデンプン歩留まりのサツマイモが適当とされる。デンプンの量は産地や施肥量にはそれほど影響されないが、気象条件によって大きく変わり、夏季に気温と日射量が高く降水量が少ないと肥大してデンプンの多い良好なサツマイモが得られる。サツマヒカリなど一部の品種はβ-アミラーゼを持たないため、焼き芋には向かない。β-アミラーゼ自体の質については品種間で大きな差は無いとされる。

### 食感・品種

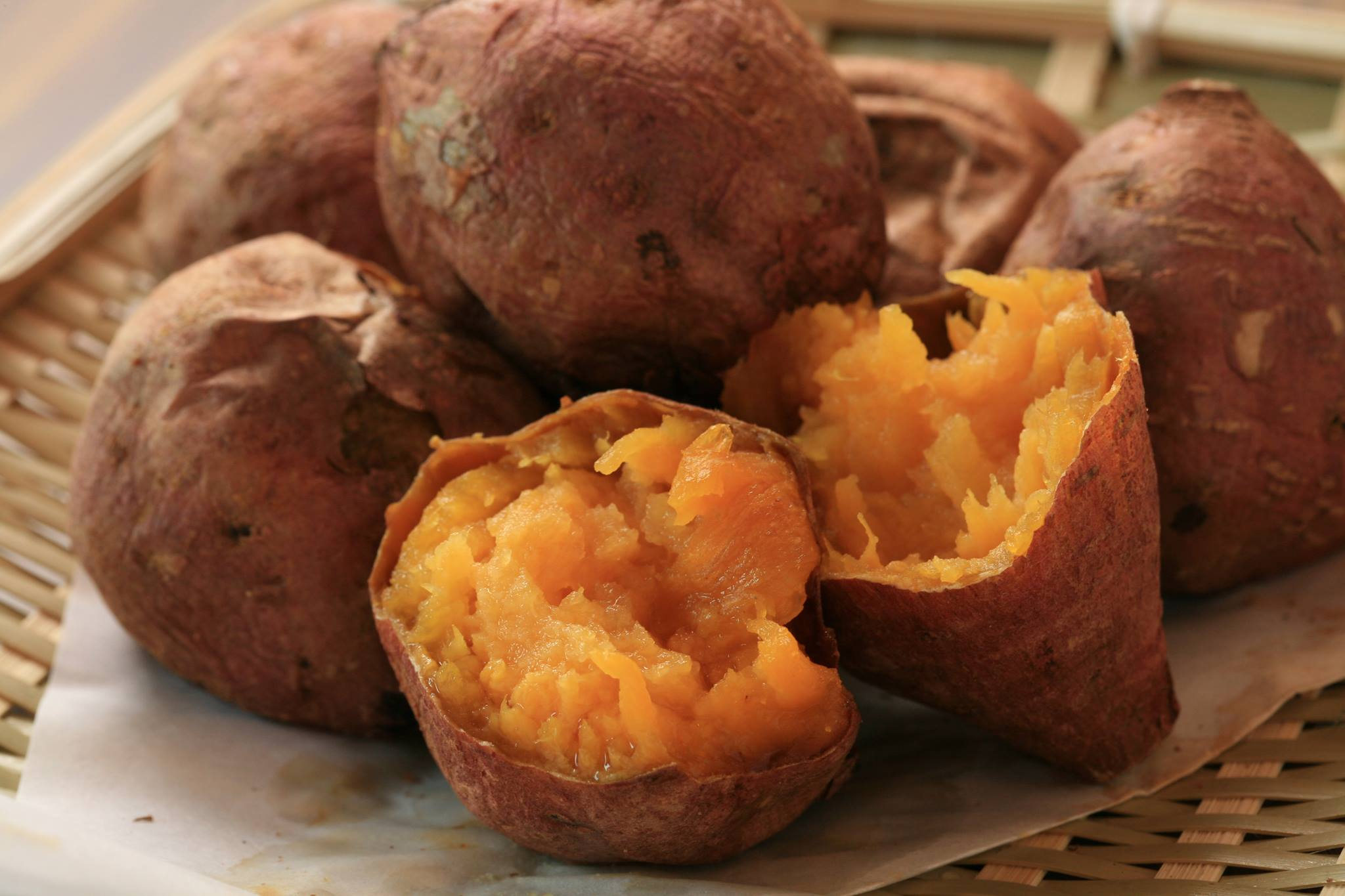
安納芋

生のサツマイモは細胞や組織の構造がしっかりして硬いため、加熱によって破壊する必要がある。このためには100℃程度の高温が必要となり、70℃前後で甘味を引き出した後に100℃まで昇温することが望ましいとされる。伝統的に東日本ではホクホク、西日本ではしっとりとした食感が重視されていたが、2000年代以降は全国的にねっとりとした食感が好まれる傾向がある。肉質や食感と日本の品種の関係は、次のように分類される。
- 粉質・ホクホク系：ベニアズマ、種子島ゴールドなど
- 中間質・しっとり系：高系14号および、そこから派生した鳴門金時や五郎島金時
- 粘質・ねっとり系：安納紅など安納芋、べにはるか、べにまさりなど

食感はホクホク系としっとり・ねっとり系の2つにさらに大別できる。なお、同じ品種であっても貯蔵条件によって糖化の進展が異なり、熟成による糖化が進むほどねっとり系に近づく。

### 香り
サツマイモ自体の香りは、柑橘類やバラのようなテルペン由来の香気が相互に影響しあって形成している。また、焼く際の加熱によって麦芽糖やアミノ酸からメイラード反応によって生成した成分が甘く焦げた香りを生む。サツマイモには100グラムあたり228ミリグラムほどのポリフェノールが含まれており、主にクロロゲン酸で構成され、特に表皮部などに集中している。これはコーヒーと同程度であり、焼き芋の焦げた香りはコーヒーと共通している面がある。

## 製法

### かまど焼き
かまどの上に鋳物の浅い平鍋を載せ、サツマイモを入れて木製の蓋をして蒸し焼きにする。江戸時代には焙烙も使われたが、割れやすく大型化も困難なため利用されなくなった。鉄鍋は大きいものでは直径1メートルにも達する。

### 壺焼き
『農業事物起源集成』によると、中国東北部が壺焼き芋の発祥地とされる。先端を曲げた針金にサツマイモを引っかけて壺の内周に沿って隙間なく吊るし、壺の底部にコークスか木炭を入れて燃やし、鉄製の蓋をして蒸し焼きにする。成都市などでは、イモは吊るさず壺の中に設置した金網に載せて焼く。一般的な陶磁器の壺を使うことが多いが、鉄筋とセメントで作って漆喰による仕上げを施した左官業者による特注の大型壺などもある。

### 石焼き
鉄製の窯に敷いた石の上にサツマイモを載せて焼くことで、石から出る遠赤外線の効果を利用する。リヤカーや軽トラックを用いた移動販売の形態が多い。

### ドラム缶焼き
中国や韓国では、ドラム缶を窯として街頭で焼き芋を製造・販売している。前者は、立てたドラム缶の底にレンガを積んで吸気口と火床を作り練炭などを収めて燃やす。火床の周囲に粘土で作った台にサツマイモを積み、厚い鉄板で蓋をして蒸し焼きにする。

### 電気オーブン
スーパーマーケットの店頭などに設置され、遠赤外線を利用して加熱する。オーブン内の位置やサツマイモの大きさなどによって最適条件が異なるため、レシピのマニュアル化がされている。家庭においてもしばしばオーブントースターやオーブンレンジを利用して作られる。

### 冷凍焼き芋
一般的に200キログラム程度のサツマイモをまとめて焼ける大型のオーブンが製造に用いられ、細長い窯の中を金網に入れた芋がコンベア式に輸送されるトンネル式と、窯の中に多段の棚が並ぶラック式の2種類に大別される。熱源は様々であり、ガスの場合は窯の内部に岩石を敷く、電気の場合はセラミックヒーターを用いる、炭火を熱源にするなど、いずれの方式でも遠赤外線を発生させて熱がイモの中心まで伝わるように工夫されている。急激にイモが加熱されないようにトンネルの入口付近の温度を低くしたり、ラック式の場合は最初の昇温速度を抑えており、通常は窯の内部を200℃程度まで上げて1時間ほど焼く。最後にさらに昇温して焦げ目をつけたり、水分を飛ばして甘味を高める場合もある。
一般的に冷凍食品は急速に冷凍する方が食品組織へのダメージが少ないが、焼き芋の場合は冷凍速度の影響はそれほどシビアではない。冷風を当てて降温させてからポリエチレンなどの容器に詰めて冷凍を行う。中心まで凍結した状態で-20℃以下に保つと、包装が水蒸気や酸素、光などを遮断できれば数年間は品質を維持できる。
日本では南九州を中心に冷凍焼き芋が生産されており、電子レンジなどで適切に再加熱すると焼き立てと遜色ない味が得られると言われる。また、糖化が進んで甘く加熱で十分に柔らかくなっているため、冷たいままデザートとして食べるケースもある。

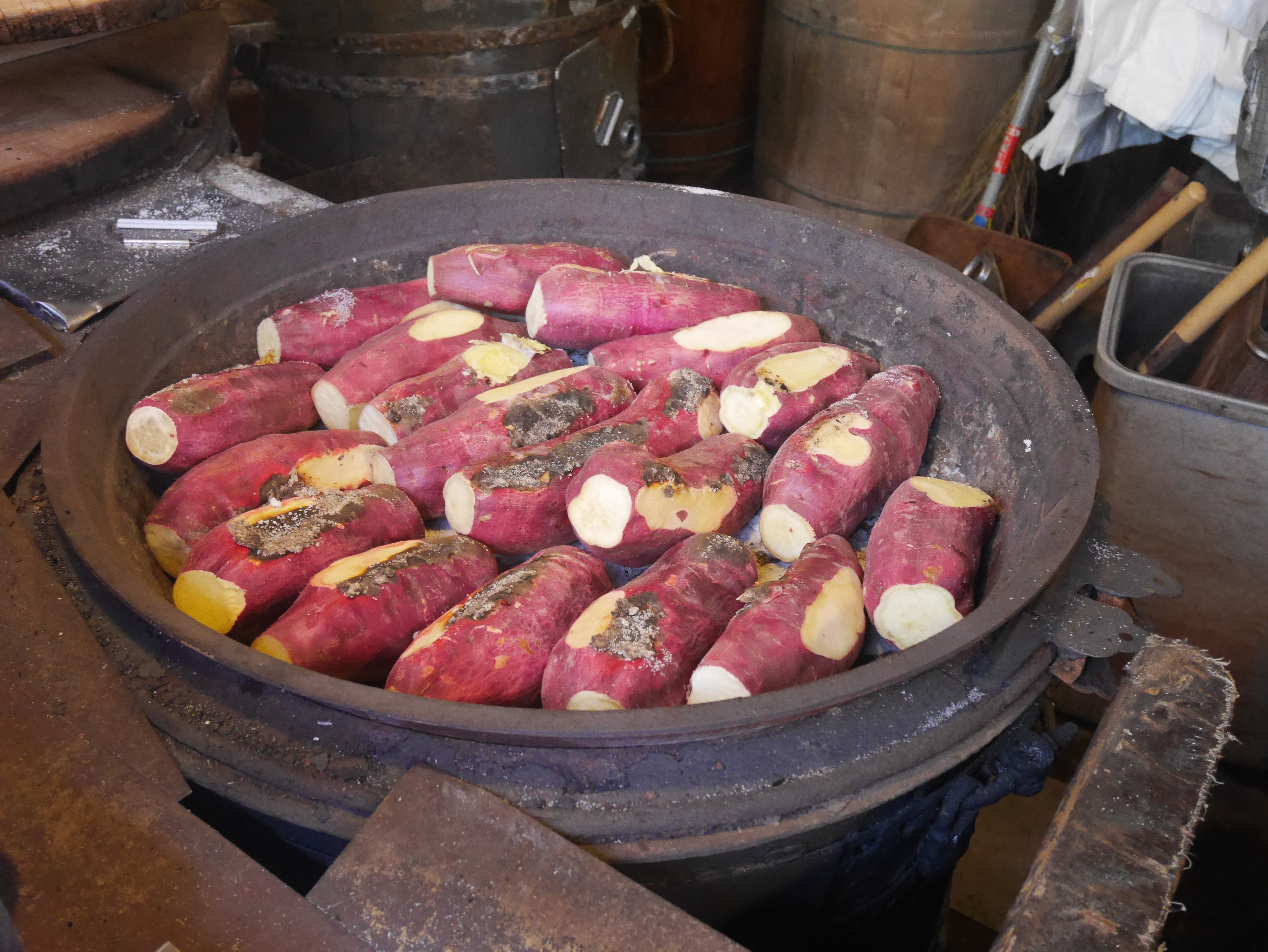
鋳物製平鍋によるかまど焼き
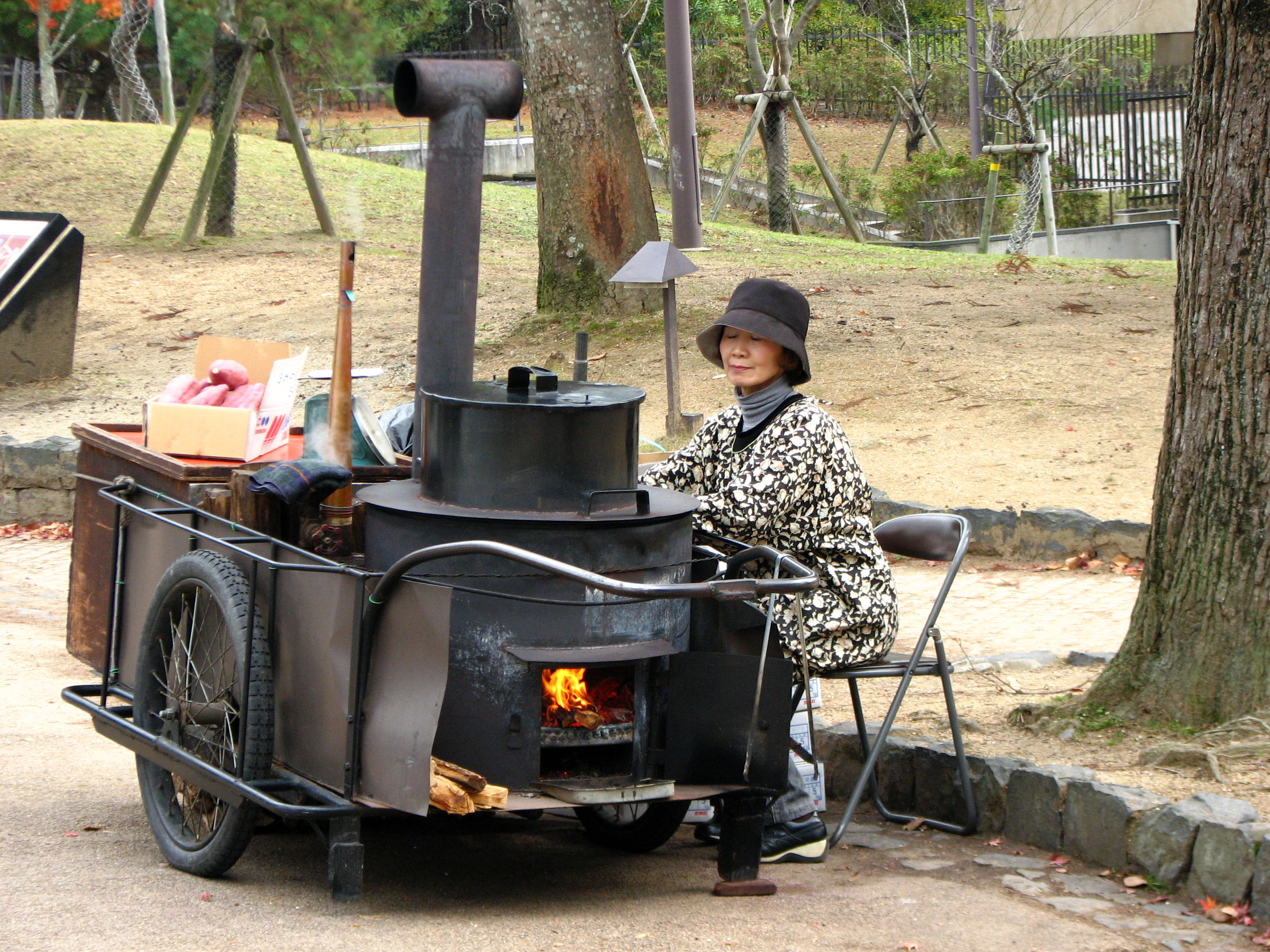
リヤカーに載せた石焼き
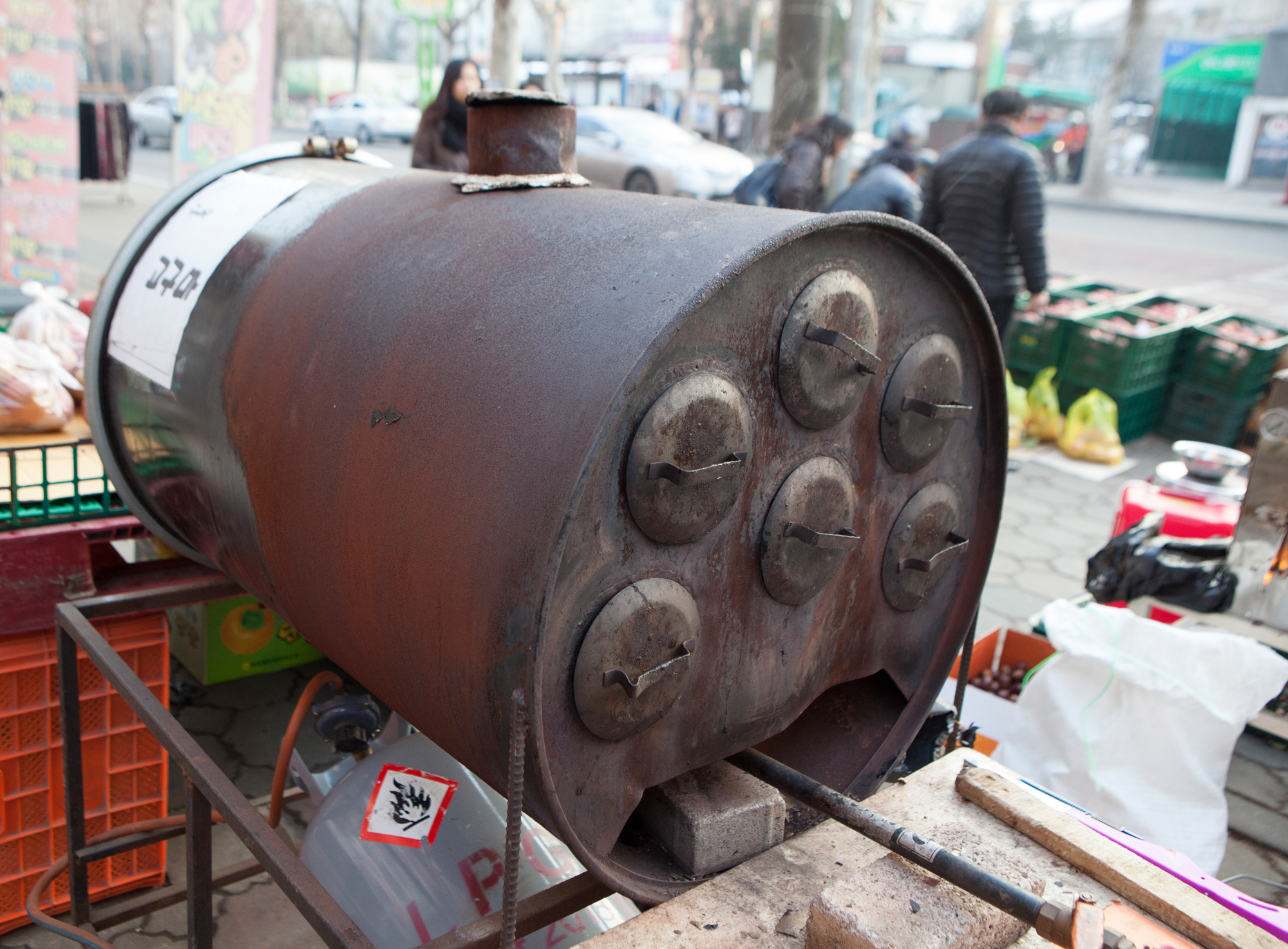
ドラム缶焼き
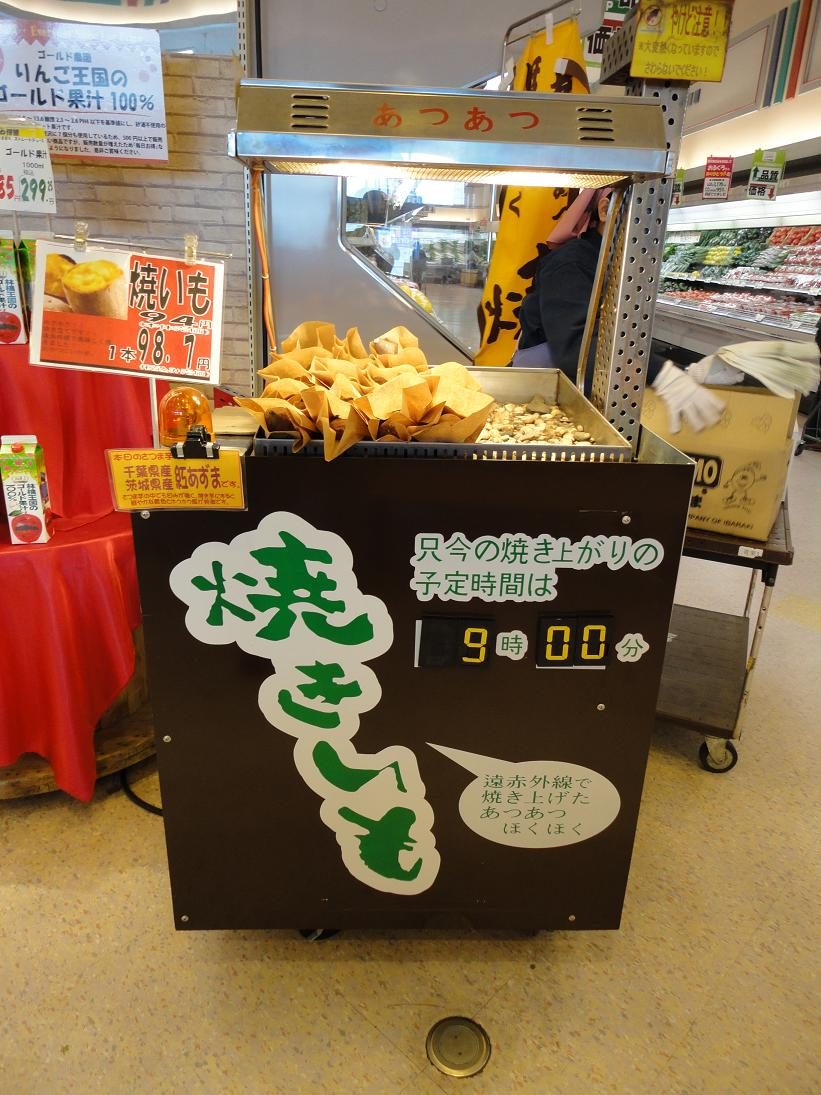
スーパーマーケットの電気オーブン

## 日本における歴史

### 近世

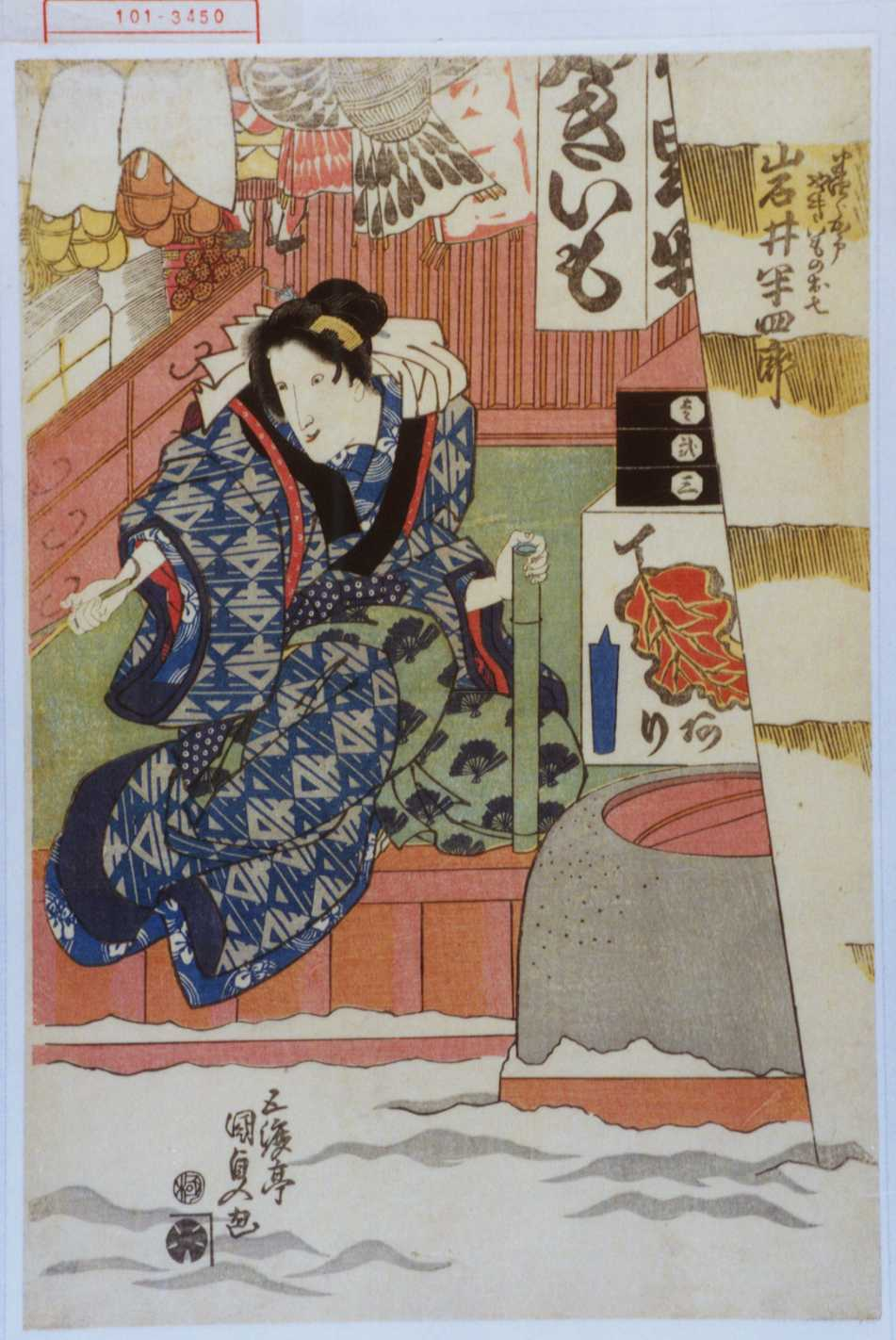
歌川国貞『半四郎 やきいものお七 岩井半四郎』 (1819年作)

サツマイモの栽培は17世紀前半までには琉球に、宝永2（1705年）頃には薩摩国にも広まり、本州でも享保4年（1719年）旧暦9月12日に京都郊外で酒や餅とともに焼き芋が売られていた、と朝鮮通信使が『海游録』に記している。享保20年（1735年）の小石川植物園での種芋栽培の成功をきっかけに関東地方でも大々的に栽培されるようになった。寛政5年（1793年）に本郷四丁目の木戸番が初の焼き芋を木戸番屋で売り出すと、冬のおやつとして急速に人気を集め、それまでの蒸し芋に取って代わるようになった。特に各町の木戸横に設けた木戸番屋などで、かまどの上に載せた焙烙に並べて焼いた焼き芋が売られた。
焼き芋は甘味や香りに加えて「10文も出せば、食べ盛りの書生でも朝食になる」と言われるほど安価なことが大きな魅力であり、低コストな舟運で輸送できる下総国の馬加村（現・幕張）および武蔵野台地の川越藩領が原料のサツマイモの2大供給地となり、江戸に運ばれる荷物の梱包材として使用された俵や縄が調理の燃料として利用されていた。焼き芋の人気とともに需要が増加すると、素焼きで割れやすいため大型化の難しい焙烙に代わり、鋳物製の浅い平鍋で焼かれるようになった。丸ごと1本の芋を焼いた丸焼きは「〇焼き」と看板に書かれ、また味が栗（九里）に近いとして「八里半」、後に「栗より（四里）うまい」として「十三里」と書く看板が増えたと『宝暦現来集』に記録されている。天保3年（1832年）の『江戸繁盛記』には「木戸番屋では早朝から深夜まで焼き芋が売られ、裕福な人も貧しい人も好んで食べるため、一冬で番屋一軒の売上は20～100両にも達する」と書かれている。

### 近代
明治に入ると米価の変動が大きいこともあって、安定した低価格で供給される焼き芋は下町の低所得層などにとって冬季の主食にもなり需要が増した。東京には大規模な焼き芋専門店が現れ、1869年に下谷御徒町で創業した芋庄では4つのかまどで1日90回焼き上げ、1日の売上が15円以上に達したと『明治東京逸聞史』に記録されている。これら専業店は秋から春にかけて焼き芋を、夏季は明治に登場した製氷機を用いたかき氷などを販売し、1900年には東京府に1,406軒の焼き芋屋が存在した。
大正の大戦景気などで工場の量産が発達すると低価格の洋菓子が供給されるようになり、おやつとして焼き芋の地位は相対的に低下していった。このため1923年の関東大震災を契機に東京周辺では焼き芋屋の廃業が続いた。一方、1929年に中国東北部から上海を経由して関西地方に伝わった壺焼き芋、ならびに昭和初期に誕生した大学芋は急速に人気を得て、従来のかまどを用いた焼き芋に取って代わった。特にかまどを必要としない壺焼きは雑貨屋や駄菓子屋が冬季のみ販売する際の負担が小さく、1930年代には東京府内の壺焼き屋が500軒以上に上ったという。しかし、太平洋戦争開始後の1942年に食糧管理法が制定されるとサツマイモは統制品となり、焼き芋屋のほとんどは休業ないし廃業した。

### 現代

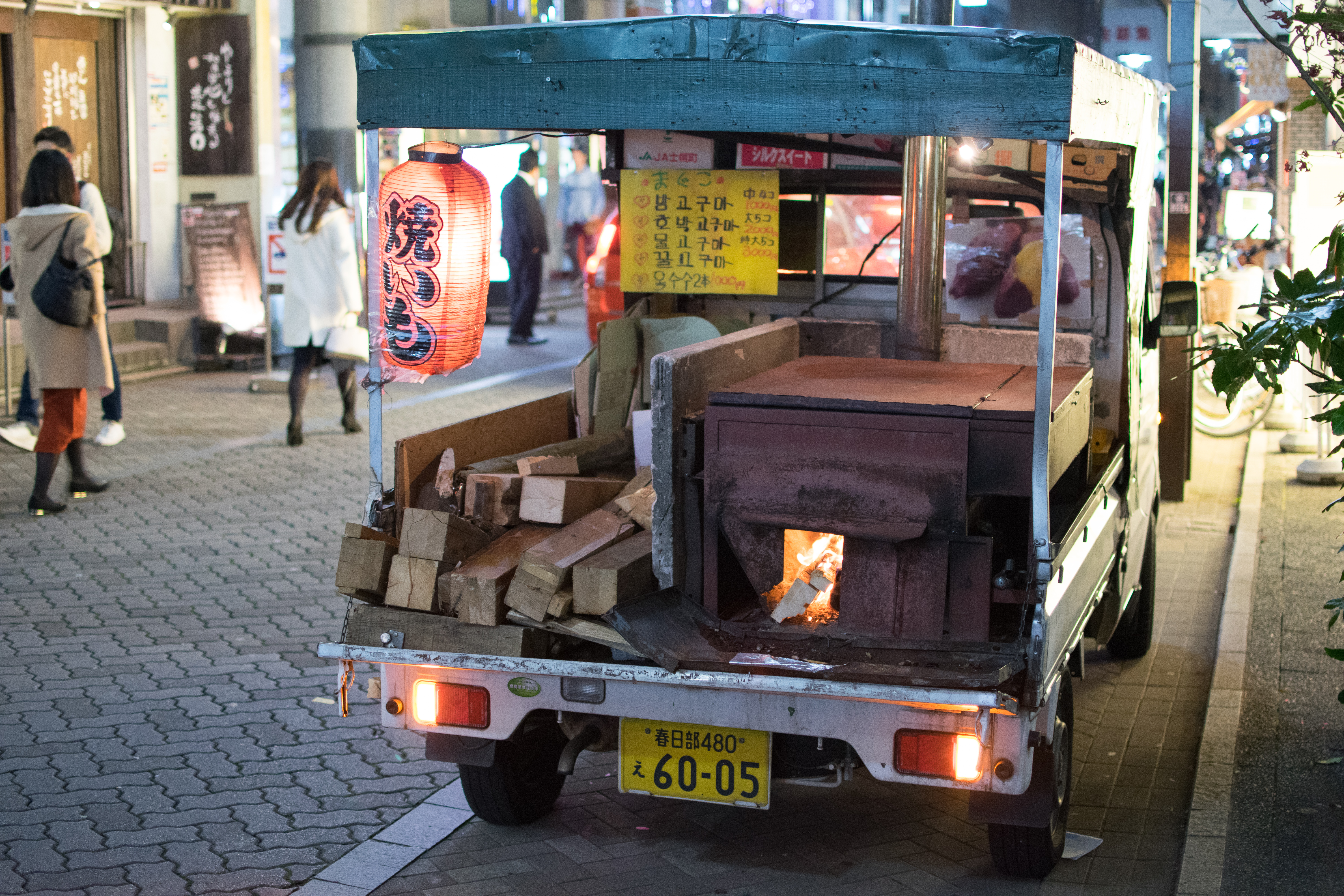
軽トラックによる石焼き芋販売

終戦後の1950年にサツマイモが統制の対象外となると、伝統的なかまどや壺を使わずリヤカーに鉄製の箱型釜と石を載せて移動販売する石焼き芋が向島で登場した。重量があるため特注のリヤカーが使われ、大磯三分と呼ばれる建材の小石を用いた同じ業態が下町を中心に急速に広まった。1960年代半ばの最盛期には、東京都の販売員は冬季の出稼ぎに来た人々を中心に1,000人以上に達している。一方、第二次大戦後の焼き芋は比較的高価な食べ物となっている。また、軽トラックに石焼き釜を載せる形式が主流になっていった。その後、1970年の大阪万博を機にファストフードのチェーン店が増加した影響などを受け、石焼き芋屋は減少していった。
1980年代に入ると、学校給食などでの利用を目的に冷凍食品として焼き芋が製造・販売されるようになった。1990年代末から群商とJAなめがたが共同で電気式の焼き芋オーブンを共同で開発し、2003年にマックスバリュ東海が静岡県内の店舗に導入したのを皮切りに、スーパーマーケットの店頭で焼き芋オーブンによる販売が広がっていった。また、高温処理によって傷を治癒するキュアリング処理や定温貯蔵により、秋から年末までべにはるか、年初から3月までべにまさり、4月から秋まではベニアズマという組み合わせでサツマイモを通年供給し、季節によらず焼き芋を販売できる態勢が整うようになった。特に、2007年に育成されたねっとり系の食感を持つべにはるかは急速に全国的な普及が進んでいる。

## 符号位置
| 記号 | Unicode | JIS X 0213 | 文字参照            | 名称                 |
| ---- | ------- | ---------- | ------------------- | -------------------- |
| 🍠   | U+1F360 | -          | &#x1F360; &#127840; | ROASTED SWEET POTATO |